# Gueorgui Zimine
 (janvier 2010).
Si vous disposez d'ouvrages ou d'articles de référence ou si vous connaissez des sites web de qualité traitant du thème abordé ici, merci de compléter l'article en donnant les références utiles à sa vérifiabilité et en les liant à la section « Notes et références ».
Pour les articles homonymes, voir Zimine.
Gueorgui Zimine (né en 1900 à Moscou et mort en 1985 à Moscou) est un photographe russe.

## Biographie
Il fit ses études à l'École d'art industriel Stroganov de Moscou de 1914 à 1917, dans les Svomas de 1918 à 1920 et, à partir de 1921, aux Vkhoutemas, le fleuron de l'art suprématiste et constructiviste, où enseignait alors El Lissitzky et où il mit au point ses premiers photogrammes. Il se tourna vers la photographie expérimentale  en réalisant des photogrammes. Ses travaux utilisent peu d'éléments visuels et sont empreints d'une grande simplicité et d'une grande clarté. Ses natures mortes se tiennent à l'écart de tout contenu narratif et se rapprochent, dans la simplicité de l'agencement des photogrammes d'El Lissitzky, mais également des premiers essais d'Henry Fox Talbot.